# Anelaphus cerussatus
Anelaphus cerussatus är en skalbaggsart som först beskrevs av Newman 1841.  Anelaphus cerussatus ingår i släktet Anelaphus och familjen långhorningar. Inga underarter finns listade i Catalogue of Life.